# 須藤菜々子
須藤 菜々子（すどう ななこ、2002年5月3日 - ）は、日本の元女優、元子役、元声優。宝映テレビプロダクションに所属していた。

## 出演作品

### テレビアニメ
2011年
- うさぎドロップ（前田麗奈）[2]
- 侵略!?イカ娘（りさ）

### テレビ
- 魔女たちの22時
- 水曜ミステリー9・刑事吉永誠一 涙の事件簿シリーズ（吉永菜摘）
- プレミアムドラマ・命のあしあと（日高遙花）

### 映画
- 聯合艦隊司令長官 山本五十六（山本正子）

### 広島ホームテレビ
- たまこちゃんとコックボー（ユニキャラプロジェクト）
- ブラッコシリーズ（ユニキャラプロジェクト）

### PV
- うたって覚えよう!　九九のうた ロックンロール県庁所在地

### 携帯ドラマ
- BeeTV
  - しってはいけない怖い話〜絵日記〜（真彩）